# Михайловский сельсовет (Черемисиновский район)
Михайловский сельсовет — сельское поселение в Черемисиновском районе Курской области Российской Федерации.
Административный центр — село Михайловка.

## История
Статус и границы сельского поселения установлены Законом Курской области от 21 октября 2004 года № 48-ЗКО «О муниципальных образованиях Курской области».

## Население
| 2002 | 2010  | 2012  | 2013  | 2014  | 2015  | 2016  |
| ---- | ----- | ----- | ----- | ----- | ----- | ----- |
| 920  | ↗1134 | ↘1097 | ↘1069 | ↘1050 | ↘1027 | ↘1013 |
| 2017 | 2018  | 2019  | 2020  | 2021  |       |       |
| ↘985 | ↘965  | ↘945  | ↘934  | ↘912  |       |       |

## Состав сельского поселения
| №  | Населённый пункт | Тип населённого пункта       | Население |
| -- | ---------------- | ---------------------------- | --------- |
| 1  | 1-я Знаменка     | деревня                      | ↘11       |
| 2  | 2-я Знаменка     | деревня                      | ↘44       |
| 3  | Баклановка       | деревня                      | ↘13       |
| 4  | Бобровка         | деревня                      | ↘141      |
| 5  | Дурновка         | деревня                      | ↗111      |
| 6  | Жаровка          | деревня                      | ↘65       |
| 7  | Корсовка         | деревня                      | ↘15       |
| 8  | Лески            | деревня                      | ↘36       |
| 9  | Малиновка        | деревня                      | ↘6        |
| 10 | Михайловка       | село, административный центр | ↘231      |
| 11 | Муравка          | деревня                      | ↘3        |
| 12 | Основное         | деревня                      | ↘31       |
| 13 | Петрищево        | деревня                      | ↘42       |
| 14 | Прилепы          | деревня                      | ↘34       |
| 15 | Сенчуковка       | деревня                      | ↘6        |
| 16 | Тёплое           | деревня                      | ↘84       |
| 17 | Толстый Колодезь | село                         | ↘171      |
| 18 | Трухочевка       | деревня                      | ↘10       |
| 19 | Хворостянка      | деревня                      | ↘52       |
| 20 | Хрущевка         | деревня                      | ↘28       |